# Grand îlet
Grand îlet est un îlet inhabité des îlets de Carénage, situés dans le Grand Cul-de-sac marin, appartenant administrativement à Sainte-Rose en Guadeloupe. Il fait partie du Parc national de la Guadeloupe.

## Description

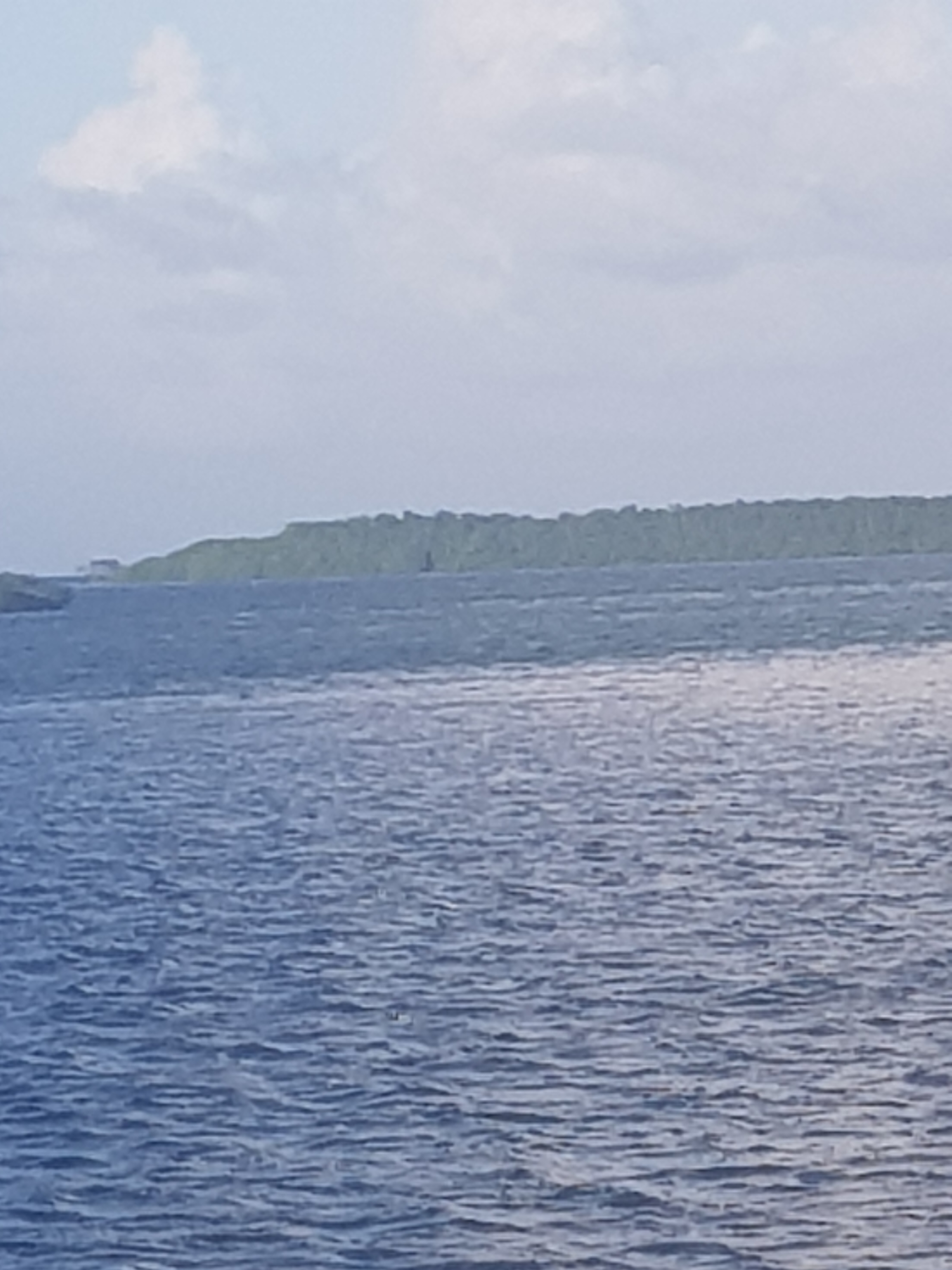
Grand îlet (Sainte-Rose)

Situé à l'est de Petit îlet, à fleur d'eau, il s'étend sur environ 301 m de longueur pour une largeur approximative de 163 m. Il est constitué de bosquets de type mangrove.